# ABN AMRO World Tennis Tournament 2018
ABN AMRO World Tennis Tournament 2018 — тенісний турнір, що проходив на кортах з твердим покриттям у місті Роттердам, Нідерланди з 12 лютого. Належав до категорії ATP World Tour 500, був турніром серії Rotterdam Open 2018 року.

## Фінальна частина

### Одиночний розряд
Роджер Федерер —  Григор Димитров 6–2, 6–2

### Парний розряд
П'єр-Юг Ербер /  Ніколя Маю —  Олівер Марах /  Мате Павич 2–6, 6–2, [10–7]